# Institut national électoral
Pour les articles homonymes, voir INE.
L'Institut national électoral ou INE (en espagnol : Instituto Nacional Electoral) est la commission électorale responsable de l'organisation des élections fédérales mexicaines, c'est-à-dire celles qui permettent d'élire le président du Mexique, les députés et les sénateurs fédéraux. C'est l'autorité supérieure en matière d'élections au Mexique.
Cet organisme est créé en avril 2014 en remplacement de l'Institut fédéral électoral.
Il est doté d'un budget d'environ 32,8 milliards de pesos pour l'année 2024.